# La Vagabonde (film, 1918)
Pour l’article homonyme, voir La Vagabonde.
Pour plus de détails, voir Fiche technique et Distribution.
La Vagabonde est un film franco-italien muet réalisé par Musidora et Eugenio Perego en 1917. Il est adapté du roman La Vagabonde de Colette. Sorti en France et en Italie le 22 mars 1918, il est aujourd'hui considéré comme un film perdu.

## Synopsis
(résumé basé sur le Roman de Colette) Renée Néré, une femme d'une trentaine d'années, est une ancienne romancière divorcée qui a choisi de devenir artiste de music-hall pour gagner son indépendance. Marquée par une expérience conjugale malheureuse avec un mari infidèle et dominateur, elle refuse toute soumission à l'amour et aux hommes.
Au fil de ses tournées, elle rencontre Maxime Dufferein-Chautel, un riche bourgeois qui lui déclare son amour et lui offre une vie stable et confortable. Troublée, Renée hésite entre cette promesse de sécurité et son besoin de liberté durement acquise.
Malgré son attirance pour Maxime, elle comprend que cet amour risquerait de l'enfermer dans une nouvelle dépendance. Dans un ultime acte d'émancipation, elle choisit de partir seule en tournée, affirmant son indépendance et refusant de sacrifier sa liberté au confort matériel.

## Fiche technique
- Titre : La Vagabonde
- Réalisation : Musidora, Eugenio Perego (en)
- Scénario : Musidora, d'après le roman éponyme de Colette
- Production : Société des Films Musidora
- Société de distribution : Inconnue
- Pays de production :  France,  Royaume d'Italie
- Année de sortie : 1918
- Genre : Drame, muet
- Format : Noir et blanc, muet

## Distribution
- Musidora : Renée Néré

## Historique
Le film est tourné en 1917, avec Musidora dans le rôle principal. Cependant, la production lui impose un coréalisateur, Eugenio Perego (en), ce qui poussera l'actrice et réalisatrice à créer sa propre société de production en 1919, la Société des Films Musidora, afin de gagner son indépendance dans le milieu du cinéma.
Aucune copie du film n'est connue à ce jour, ce qui en fait un film perdu.

## Sortie et réception
Le film est sorti en France et en Italie le 22 mars 1918.